# Chlorestes candida
Chlorestes candida là một loài chim trong họ Trochilidae. Chúng thường xuất hiện ở Belize, Guatemala, Honduras, Panamá, Mexico, và Nicaragua.